# Distretto di Akkeshi
Il distretto di Akkeshi (厚岸郡?) è uno dei distretti della Sottoprefettura di Kushiro, Hokkaidō, in Giappone.
Attualmente comprende i comuni di Akkeshi e Hamanaka.